# Гермоген (Кожин)
Митрополи́т Гермоге́н (в миру Василий Иванович Кожин; 14 (26) марта 1886, станица Кумылженская, Хопёрский округ, область Войска Донского — 13 августа 1954, Краснодар, РСФСР, СССР) — епископ Русской православной церкви, митрополит Алеутский и Северо-Американский, профессор, доктор богословия. В 1922—1945 годах состоял в обновленчестве, с 1931 года был обновленческим епископом и одним из лидеров обновленчества.

## Биография

### Ранний период
Родился в 1886 году в станице Кумылженской Хопёрского округа области Войска Донского (ныне Волгоградская область) в семье псаломщика.
В 1901 году окончил Усть-Медведицкое духовное училище, в 1907 году окончил Донскую духовную семинарию.
Жена Любовь Павловна, сын Геннадий.
17 июня 1907 года епископом Аксайским Иоанном (Митропольским) рукоположён в сан диакона и назначен служить в Рождество-Богородицкий храм хутора Верхне-Тёплого станицы Луганской области Войска Донского. 18 июля 1908 году епископом Донским и Новочеркасским Афанасием (Пархомовичем) рукоположён в сан священника и назначен к Троицкой церкви хутора Казачьего станицы Багаевская, заведующий школой грамоты и законоучитель в министерском училище.
В 1912 году уволен за штат, поступил в Казанскую духовную академию, которую окончил в 1916 году со степенью кандидата богословия.
С 1916 года законоучитель в мужской гимназии станицы Урюпинская, член Кружка ревнителей веры и благочестия при храме Рождества Христова.
В 1917 году защитил диссертацию на тему: «Русская ультрамонтанская литература в защиту папской системы в сопоставлении с учением христианского откровения и голосом Вселенской Церкви» и получил учёную степень магистра богословия.
В 1917 году председатель съездов духовенства и мирян Урюпинского благочиния и Хопёрского округа, секретарь Чрезвычайного Донского епархиального съезда, урюпинский благочинный. Член Поместного Собора Православной Российской Церкви по избранию как клирик от Донской епархии, член V, VIII, IX, XVII отделов, участвовал в 1-й сессии, сложил полномочия в ноябре 1917 года.
С 1918 года преподаватель богословия в Донском политехническом институте и Новочеркасской духовной семинарии, управляющий делами Донского епархиального совета, награждён набедренником.
В 1919 году член I, II и III отделов Юго-Восточного Русского Церковного Собора, с 1920 года священник и благочинный в Кубанской епархии.

### В обновленчестве
В 1922 году примкнул к обновленчеству, протоиерей, настоятель кафедрального собора в Новороссийске.
С 1927 года член Северо-Кавказского краевого митрополитанского церковного управления, заведующий благовестническим отделом, с 1928 года протопресвитер.
В 1929 году окончил агрономические курсы при Ростовском государственном институте практических знаний, в 1931 году — заочно 2 курса историко-этнологического факультета Московского государственного университета.
17 июня 1931 года, оставаясь женатым, по ходатайству обновленческого Северо-Кавказского Митрополитанского управления, назначен епископом Темрюкским, викарием Кубанской епархии, с пребыванием в Краснодаре. Хиротонисан 21 сентября Вениамином (Муратовским) и Александром Введенским и ещё шестью обновленческими епископами.
С 7 марта 1932 года — обновленческий епископ Моздокский.
С 7 марта 1932 года — обновленческий епископ Кубанский и Краснодарский.
13 апреля 1932 года возведён в сан архиепископа.
С марта 1934 года — обновленческий архиепископ Терский, управляющий Северо-Кавказской митрополией, член комиссии по изысканию средств борьбы против староцерковничества.
5 декабря 1935 года поставлен обновленческим митрополитом Северо-Кавказским и Ставропольским.
По отзывам Сергия (Ларина), «был злейшим обновленцем <…>, писал тезисы, направленные против Русской Православной Церкви, боролся с монашеской идеологией и из своей епархии изгонял православное духовенство».
В октябре 1937 году как руководитель «к/р церковно-монархической повстанческой организации» заключен в тюрьму города Ворошиловск и через полгода освобожден ввиду отсутствия «фактов антисоветской деятельности». Такой безболезненный исход можно объяснить только сотрудничеством с органами НКВД.
Единственный из всех обновленческих архиереев поддержал авантюру митрополитов Виталия (Введенского) и А. И. Введенского по патриаршей интронизации последнего, за что был награждён правом ношения второй панагии.
По отзыву Краснова-Левитина: «Сам Александр Иванович Введенский был наиболее высокого мнения о Северо-Кавказском митрополите Василии Ивановиче Кожине. „Вот кого я хотел бы видеть после себя Первоиерархом“, — часто говорил он, — „он управлял бы Церковью не хуже, а может быть, и лучше меня“».
Во время оккупации южной части СССР немецкими войсками эвакуировался в Грозный, где служил в Михайло-Архангельском соборе. В 1942 году организовал сбор средств для Красной Армии, в 1943 году член Чрезвычайной государственной комиссии по расследованию немецко-фашистских злодеяний на Северном Кавказе. Награждён медалью «За оборону Кавказа».
В январе 1944 года встречался с сотрудником Совета по делам РПЦ Митиным и просил передать Г. Г. Карпову, что «своим 20-летним существованием обновленческая церковь вела работу, сводящуюся, в конечном счёте, к изъятию реакционных элементов тихоновской церкви…».
В том же на одной из очередных встреч с уполномоченным по делам РПЦ Василию Кожину было прямо указано на необходимость его перехода в Патриаршую Церковь, но последний пожелал, принести покаяние только при условии сохранения за ним руководства над приходами Ставрополя: «Я конечно не возражал бы, тем более не возражал, если бы остался руководителем патриарших Церквей г. Ставрополя <…>. Но если это будет в интересах государства, то есть наш переход в патриаршество, то готов это сделать хоть сегодня».

### После воссоединения с Московской патриархией
Из своего возвращения в Русскую Православную Церковь Василий Кожин сделал целое «шоу», обставив его торжественно и публично. Он совершил воскресную Литургию как архиерей, поминая обновленческого первоиерарха. После окончания богослужения он разоблачился, одел священнические одежды и, обратившись к пастве, сказал небольшое слово о том, что оставляет обновленчество и будет просить архиепископа Антония принять его в лоно Церкви, отказываясь от сана митрополита и с этого времени считая себя протоиереем. После этого он совершил молебен с многолетием патриарху Алексию, и затем пошёл к архиепископу Антонию приносить покаяние
1 февраля 1945 года принят в общение с Московской Патриархией в сане протоиерея; покаяние принимал архиепископ Ставропольский и Бакинский Антоний (Романовский). В покаянном слове, признав Поместный собор 1945 года, Василий Кожин объяснил своё решение войти в состав Патриаршей Церкви стремлением сохранить соборность: «Раз мы признаём соборное устроение церкви, то мы обязаны подчиняться собору 1945 года, ибо соборность является одним из главных признаков православия». Точное число перешедших с Кожиным в Православную Церковь приходов неизвестно (в документах и исследованиях указываются разные цифры), но, по всей видимости, их было около 50.
15 марта 1945 года был назначен настоятелем церкви архангела Михаила в Грозном и благочинным и благочинным города Грозный. Василий Кожин не оставил своих намерений относительно архиерейства; его притязания упрочились фактом перехода в Московский Патриархат нескольких десятков обновленческих приходов.
Дело о протоиерее Василии Кожине патриарх Алексий I передал на непосредственное рассмотрение митрополиту Антонию (Романовскому) как правящему архиерею. Зная сомнительное раскаяние протоиерея Василия Кожина, архиепископ Антоний не торопился с решением о разводе. Он испытывал значительные опасения, что при ходатайстве представителей местных властей, с которыми у Василия Кожина были прекрасные отношения, бывшего обновленца могут легко назначить на его кафедру. Также нежелание архиепископа Антония содействовать карьере Василия Кожина было вызвано неприятностями и неудачами прежних лет, которые тот доставил архиепископу Антонию с избытком. Весной 1945 года патриарх Алексий I наложил на прошение протоиерея Василия благословить развод с женой следующую резолюцию: «Это действие не обязательно влечёт за собой архиерейскую хиротонию». «По обоюдному согласию со своей законной женой 1-го брака» протоиерей Василий был разведён архиепископом Антонием 27 октября 1945 года. Примечательно, что в его некрологе в ЖМП, было дипломатично написано, что он «овдовел»).
1 ноября 1945 года архимандритом Иоанном (Мирошниковым) был пострижен в монашество с именем Гермоген. В этом же месяце планировалось совершение его архиерейской хиротонии епископами Северного Кавказа во главе с архиепископом Антонием (Романовским). Согласно резолюции патриарха Алексия «Произведите на месте», в архимандриты иеромонаха Гермогена (Кожина) должны были произвести на Ставрополье. Возведение было назначено на 25 ноября 1945 года. Иеромонах Гермоген даже пригласил бывшего соратника по обновленчеству и епископа Краснодарского Флавиана (Иванова), однако в этот день не состоялось — по официальной версии, «из-за плохого состояния здоровья» архиепископа Антония.
28 декабря 1945 года на заседании Священного Синода было вынесено решение о поставлении иеромонаха Гермогена (Кожина), настоятеля церкви в городе Грозном, во епископа Казанского и Татарского. Наконец, 1 февраля 1946 года его возводят в сан архимандрита.
16 февраля 1946 года в зале заседаний Священного Синода наречён во епископа Казанского и Чистопольского. В своем слове, произнесенном при наречении во епископа, ещё раз и уже при торжественной обстановке архимандрит Гермоген заявил о своем непорочном служении Церкви.
18 февраля 1946 года рукоположён в Воскресенской церкви в Брюсовом переулке. Хиротонию совершали Святейший Патриарх Алексий I, епископы Можайский Макарий (Даев) и Кировоградский Сергий (Ларин).
В Казанской епархии он фактически организовал епархиальное управление «с нуля». В октябре 1946 года добился регистрации в Казани второго прихода, с передачей епархии Николо-Низской церкви, расположенной в центре города. Этот храм получил статус кафедрального собора. В 1947—1948 годах «настойчиво требовал» открытия храмов ещё в 9 населённых пунктах, но его усилия остались безуспешными.
28 октября 1947 года по предложению патриарха Алексия назначен ректором Московской духовной академии и Московской духовной семинарии (вступил в должность 14 ноября), с сохранением за ним управления Казанской епархией. 12 декабря сообщил Совету, что им осмотрено и принято историческое здание Академии в Троице-Сергиевой лавре ("Чертоги "). Патриарх Алексий поручил ему возглавить ремонтную комиссию. В академии читал курс Истории западных исповеданий.
В мае 1948 года на Пасху возведён в сан архиепископа.
На Совещании глав и представителей Поместных Православных Церквей в июле 1948 года, приуроченном к 500-летию автокефалии Русской Православной Церкви, прочитал доклад «Папство и Православная Церковь». По отзыву архиепископа Луки (Войно-Ясенецкого), докладчик собрал «всё самое грязное, самое отрицательное о Римской Церкви».
Написанную им докторскую диссертацию митрополит Григорий (Чуков) оценил как неудовлетворительную, так как она, по его мнению, представляет «дословную перепечатку из сочинений русских авторов и русских переводов».
Степень по настоянию Патриарха ему всё же была присуждена Советом Московской духовной академии «за заслуги в деле духовного образования и по совокупности трудов», но только после того как 15 августа 1949 года патриарх сумел «согласовать» освобождение Гермогена от должности ректора МДАиС и заместителя председателя Учебного комитета.
С 19 октября 1949 года — архиепископ Краснодарский и Кубанский, где его хорошо помнили как обновленческого митрополита Василия. Награждён золотым наперсным крестом.
8 февраля 1954 года постановлением Священного Синода архиепископу Краснодарскому Гермогену было присвоено право ношения креста на клобуке.
12 февраля 1954 года командирован в Соединенные Штаты Америки «для всестороннего благоустроения церковных дел Русской Православной Церкви в Америке в качестве полномочного представителя Патриарха Московского и всея Руси»; отбыл 17 февраля в сопровождении А. Ф. Шишкина в качестве секретаря, также бывшего обновленца. Второй съезд духовенства и мирян Патриаршего Экзархата в Америке 19 марта избрал его экзархом Московской Патриархии в Северной и Южной Америке. 19 мая возведён в сан митрополита Алеутского и Северо-Американского.

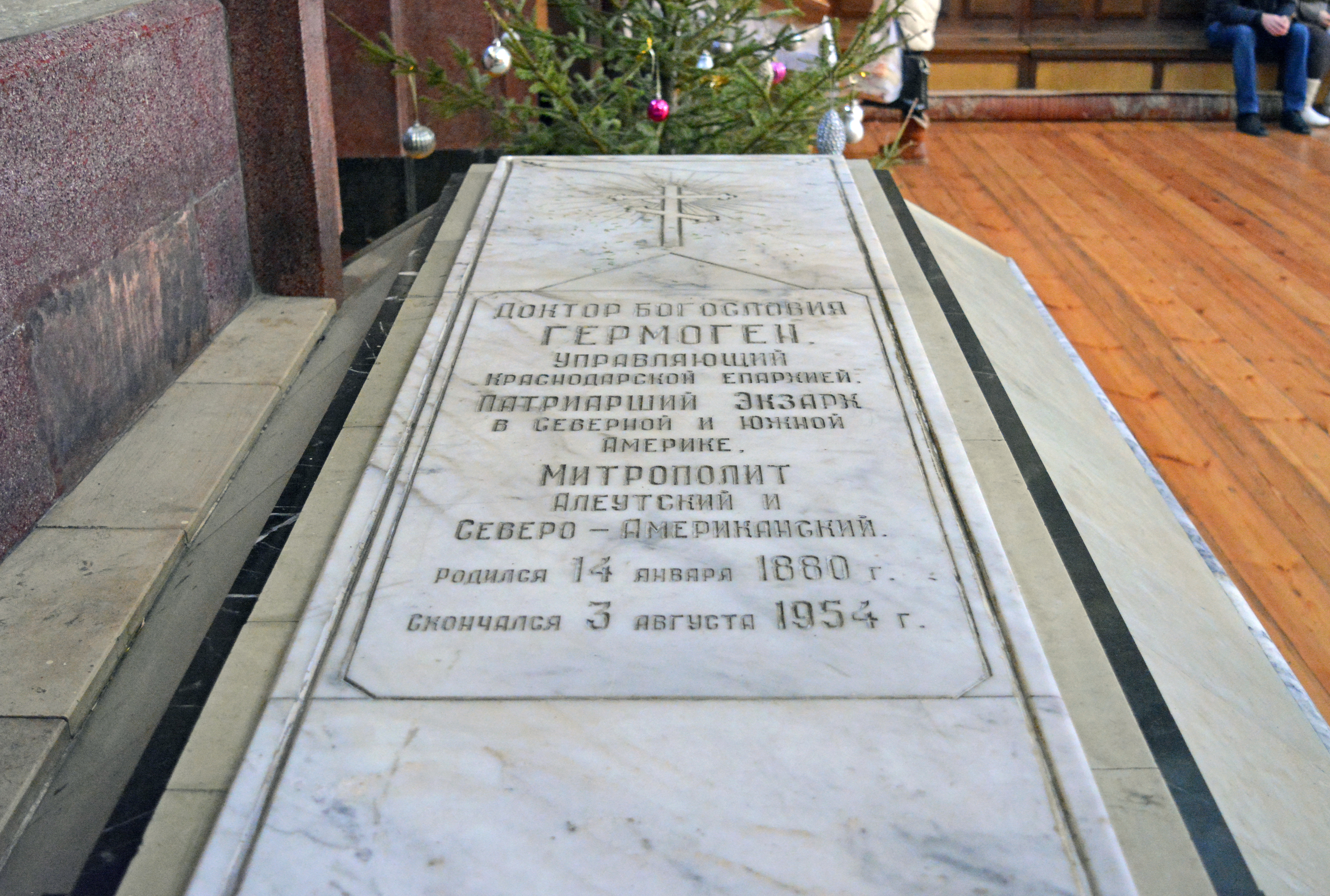
Могила митрополита Гермогена (Кожина) в Екатерининском соборе Екатеринодара

Принял меры к ремонту Свято-Николаевского кафедрального собора в Нью-Йорке и посетил ряд патриарших приходов, рассеянных по всей стране.
13 августа 1954 года умер от инфаркта, находясь в отпуске в Краснодаре. Похоронен в Екатерининском кафедральном соборе Краснодара. Погребение возглавил архиепископ Орловский и Брянский Флавиан (Иванов), бывший в 1934—1944 годах обновленческим Краснодарским епископом Владимиром.

## Публикации
- Русская ультрамонтанская литература в защиту папской системы в сопоставлении с учением христианского Откровения и голосом Вселенской Церкви // НАРТ. Ф. 10. Оп. 2. Д. 1319.
- Автобиография, письма, статьи, интервью, прошения, речь при воссоединении с Московской Патриархией // ГАРФ. Ф. 6991. Оп. 7. Д. 34; Оп. 1. Д. 12. Л. 103—107; Д. 36. Л. 26.
- Больной вопрос // Донские ЕВ. 1910. № 8.
- Николай Иванович Пирогов как религиозный мыслитель. Казань, 1914.
- Самоубийства учащихся и возможные меры борьбы с ними. Казань, 1915.
- Письма с Собора // Донская христианская мысль. 1917. № 12-13, 22, 25.
- К открытию высшего церковного управления на Юге России; Южно-Русский Церковный Собор (Исторический материал) // Донская христианская мысль. 1919. № 25/26. 23-30 июня.
- Догматико-каноническая оценка тихоновщины. — Краснодар: Кубано-Черноморское епархиальное управление, 1926. — 27 с. (в соавторстве)
- Все испытывайте, хорошего держитесь…: (1 Фессалоник V гл., 21 с.). — Краснодар : Кубано-Черноморское епархиальное управление, 1926. — 31 с. (в соавторстве)
- Новшества тихоновцев или так называемых старотолковников: (Историко-кононическая сировка). — Краснодар: Кубано-Черноморскоре епархиальное управление, 1926. — 24 с. (в соавторстве)
- Попытка Ватикана подчинить своему влиянию православные Церкви южных славян на Балканах (краткий исторический очерк) // Журнал Московской Патриархии. 1946. — № 9. — С. 65-73.
- Очерки из истории Казанской епархии (история распространения христианства среди татар Казанского края) // Журнал Московской Патриархии. 1946. — № 7. — С. 48-57.
- Очерки из истории Казанской епархии (Зилантов-Успенский монастырь и памятник убиенным при взятии г. Казани) // Журнал Московской Патриархии. 1947. — № 1. — С. 34-39.
- Патриотическая деятельность духовенства Казанской епархии в Отечественных войнах 1812 г. и 1941-45 гг. // Журнал Московской Патриархии. 1947. — № 3. — С. 44-46.
- Речь 23 ноября 1947 г. при вступлении на должность ректора // Журнал Московской Патриархии. 1947. — № 12. — С. 11-15.
- Папство и православная церковь: доклад. — М.: Издание Московской Патриархии, 1948. — 48 с.
- Папство и Православная Церковь // Журнал Московской Патриархии. 1948. — № 4. — С. 29-37.
- О книге В. С. Соловьева «Россия и Вселенская Церковь» // Журнал Московской Патриархии. 1948. — № 4. — С. 38-47.
- Речь, произнесенная перед началом 1948/1949 учебного года в Московской Духовной Академии у раки с честными мощами Преподобного Сергия Радонежского, находящейся в Троицком соборе Свято-Троицкой Сергиевой Лавры (15/X-1948 г.) // Журнал Московской Патриархии. 1948. — № 12. — С. 13-17.
- К вопросу об интригах Ватикана против Вселенского Православия в Польше, на Балканах, в Румынии, на Украине и на Кавказе за последние сорок лет (1908—1948 г.) // Журнал Московской Патриархии. 1948. — № 8. — С. 71-75.
- Методы католической пропаганды в Грузии // Журнал Московской Патриархии. 1948. — № 9. — С. 50-51.
- Речь, произнесенная перед началом 1948/1949 учебного года в Московской Духовной Академии у раки с честными мощами Преподобного Сергия Радонежского, находящейся в Троицком соборе Свято-Троицкой Сергиевой Лавры (15/X-1948 г.) // Журнал Московской Патриархии. 1948. — № 12. — С. 13-17.
- Восточная церковная политика римских пап — Бенедикта XV, Пия XI и Пия XII // Журнал Московской Патриархии. 1949. — № 4. — С. 48-52.
- К характеристике деятельности Ватикана за последние двадцать лет (1929—1949 гг.) // Журнал Московской Патриархии. 1949. — № 9. — С. 43-51.
- Старокатолическое движение папистов и политика Ватикана от Халкидонского собора и до наших дней. Краснодар, 1950. 3 ч.
- Миссия дружбы // Журнал Московской Патриархии. 1950. — № 9. — С. 43-45.
- К юбилею Халкидонского Собора // Журнал Московской Патриархии. 1951. — № 6. — С. 32-35.
- Ватикан и крестовые походы // Журнал Московской Патриархии. 1953. — № 3. — С. 58-64.
- Старокатолическое движение // Журнал Московской Патриархии. 1953. — № 9. — С. 44-50.
- Святейшему Патриарху Алексию [приветственная телеграмма Второго Съезда духовенства и мирян Патриаршего Экзархата в Америке] // Журнал Московской Патриархии. 1954. — № 4. — С. 5. (в соавторстве с архиепископом Адамом)